# Simfonia núm. 3 (Pijper)
La Simfonia núm. 3, K. 71, va ser composta per Willem Pijper durant els primers nou mesos de 1926 i s’estrenà sota la direcció de Pierre Monteux (a qui està dedicada) al Concertgebouw d’Amsterdam el 28 d'octubre de 1926. Consisteix en un sol moviment, acompanyat amb piano obligato. Té una durada d'uns 17 minuts. És la simfonia més coneguda de Willem Pijper.
En aquesta obra, Pijper porta al màxim la seva concepció de les cèl·lules germinals com a base del discurs musical. Tot el material sorgeix de només tres d’aquestes cèl·lules, desenvolupades al llarg de cinc seccions que es presenten sense pauses, configurant un únic moviment continu:
1. Allegro
2. Più leggiero
3. Molto allegro
4. Più pesante
5. Allegro, ma non troppo

És una obra encara més concentrada, escrita per a una orquestra menys nombrosa que les dues simfonies anteriors. La instrumentació és generalment exuberant i rica, però també hi ha passatges de gran subtilesa, escrits per a petits grups d’instruments. L’orquestra, que arriba als 110 músics, inclou: 4 flautes, 3 oboès, corn anglès, 3 clarinets i clarinet baix, 3 fagots i contrafagot, saxòfon tenor, 4 trompes, 4 trompetes, 4 trombons, trompa tenor, tuba, 3 arpes, piano a quatre mans, mandolina i una àmplia secció de percussió.
El piano hi té un protagonisme tan destacat que alguns han suggerit que l’obra podria considerar-se un concert. Tot i això, segons el mateix compositor, aquest instrument forma part intrínseca de l’orquestració i no assumeix un rol de solista prou evident per a justificar aquesta denominació. Malgrat això, el piano contribueix de manera decisiva al caràcter general de la peça. De fet, és ell qui presenta la primera de les tres cèl·lules motíviques als compassos inicials.
Un dels trets més destacats de l’orquestració és l’ús insòlit i expressiu de la percussió, que contribueix decisivament a l’originalitat de la partitura. En l’àmbit harmònic, la simfonia es caracteritza per un llenguatge modern, amb dissonàncies emprades amb llibertat però sempre amb mesura, en plena sintonia amb les estètiques contemporànies de l’època.
L’última secció porta com a epígraf una citació en llatí de Virgili: Flectere si nequeo superos, Acheronta movebo (Si no puc doblegar els déus, mouré l’Aqueront), que explicita l’objectiu del compositor: arribar a commoure Aqueront, el déu fluvial dels inferns.